# Haan (Nümbrecht)

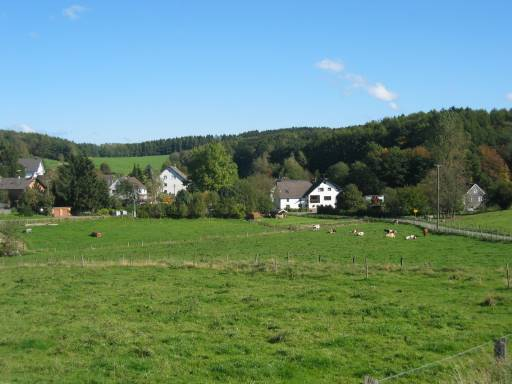
Ansicht des Ortes

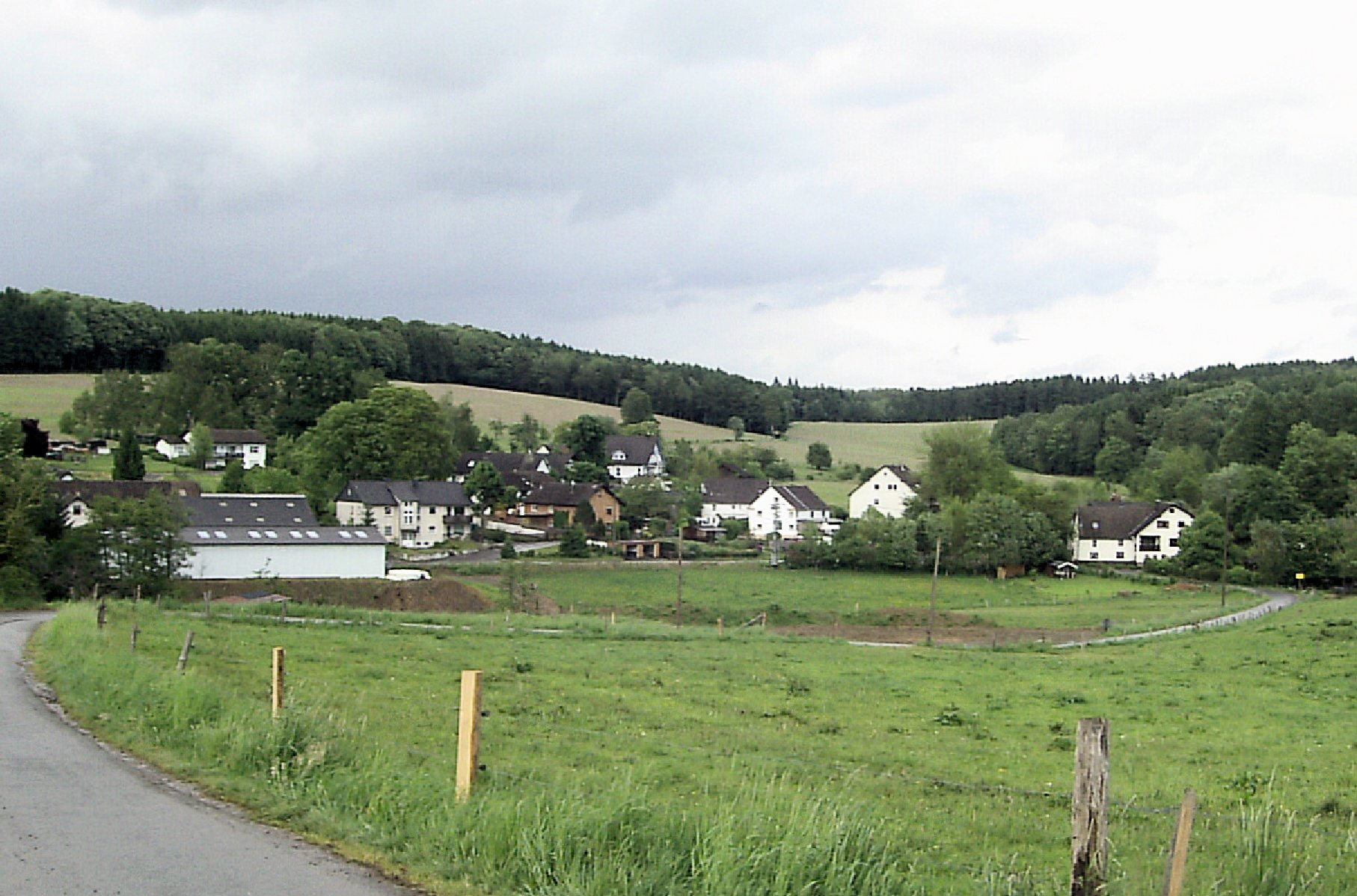
Blick auf Haan von Süden aus

Haan ist ein Ortsteil von Nümbrecht im Oberbergischen Kreis im südlichen Nordrhein-Westfalen innerhalb des Regierungsbezirks Köln.

## Lage und Beschreibung
Der Ort liegt in Luftlinie 3,6 km westlich von Waldbröl sowie 1,35 km südöstlich von Nümbrecht und ist über die B 478 vom südlich gelegenen Berkenroth aus zu erreichen.

## Geschichte
1447 wurde der Ort das erste Mal in einer „Rechnung des Rentmeisters Joh. van Flamersfelt“ urkundlich erwähnt.
Die Schreibweise der Erstnennung war Haen.

## Bus und Bahnverbindungen

### Linienbus
Haltestelle: Haan
- 346 Nümbrecht Schulzentrum (OVAG, Schulbus)
  - nicht in den Ferien
  - nicht am Wochenende
  - und auch nicht an Feiertagen